# IX legislatura de España
La ix legislatura de España (xcviii desde las Cortes de Cádiz) comenzó el 1 de abril de 2008 cuando, tras la celebración de las elecciones generales, se constituyeron las Cortes Generales, y terminó el 27 de septiembre de 2011 con la disolución de las mismas. Le precedió la viii legislatura y le sucedió la x legislatura.
El Partido Socialista Obrero Español obtuvo mayoría simple en el Congreso de los Diputados. José Luis Rodríguez Zapatero fue reinvestido presidente del Gobierno y formó su segundo Gobierno. La ix legislatura se caracterizó por la crisis inmobiliaria y la crisis económica en España, en un contexto de crisis económica mundial. El gobierno socialista se vio obligado a realizar recortes sociales para hacer frente a la crisis. Esta política llegó hasta el extremo de llevar a cabo la Reforma constitucional española de 2011, con apoyo del Partido Popular, para institucionalizar la estabilidad presupuestaria como principio constitucional, siguiendo la senda marcada por la Unión Europea. Con el objetivo de permitir la entrada de un ejecutivo que hiciera mejor frente a la crisis económica, el presidente del Gobierno decidió adelantar cuatro meses las elecciones generales.

## Inicio de la legislatura

### Elecciones generales
El 9 de marzo de 2008 se celebraron elecciones generales. El Partido Socialista Obrero Español (PSOE) ganó por mayoría simple las elecciones al obtener 169 escaños en el Congreso de los Diputados, cinco más que en las anteriores elecciones. El Partido Popular (PP) se mantuvo como el principal partido de la oposición al obtener 154 diputados, seis más que en la legislatura anterior.
En cuanto al resto de partidos, destacaron las pérdidas de escaños de Esquerra Republicana de Catalunya (ERC) e Izquierda Unida (IU), con unas caídas del 60%, que les hicieron perder sus grupos parlamentarios propios. Dejaron de tener representación en el parlamento Chunta Aragonesista (CHA) y Eusko Alkartasuna (EA), que perdieron su único escaño. Por otro lado, la ex europarlamentaria socialista Rosa Díez consiguió su primer escaño en el Congreso con Unión Progreso y Democracia (UPyD), su nuevo partido.

### Constitución de las Cortes Generales
El 1 de abril de 2008 se constituyeron las Cortes Generales y se designó a los miembros de las mesas de ambas cámaras. El socialista José Bono fue elegido presidente del Congreso de los Diputados. Obtuvo 170 de los 350 votos frente a los 152 logrados por la candidata popular Ana Pastor. Fue el primer presidente de la Cámara Baja que no obtuvo mayoría absoluta en la primera votación, por lo que tuvo que ser elegido en segunda vuelta por mayoría simple. Por otro lado, el socialista Javier Rojo fue reelegido como presidente del Senado.
| Cargo                  | Titular              | Lista   |
| Presidente             | José Bono            | PSOE    |
| Vicepresidenta primera | Teresa Cunillera     | PSOE    |
| Vicepresidenta segunda | Ana Pastor           | PP      |
| Vicepresidente tercero | Jorge Fernández Díaz | PP      |
| Vicepresidente cuarto  | Jordi Jané           | CiU     |
| Secretario primero     | Javier Barrero       | PSOE    |
| Secretario segundo     | José Ramón Beloki    | EAJ-PNV |
| Secretario tercero     | Ignacio Gil Lázaro   | PP      |
| Secretaria cuarta      | Celia Villalobos     | PP      |

| Cargo                  | Titular                                              | Lista |
| Presidente             | Javier Rojo                                          | PSOE  |
| Vicepresidente primero | Isidre Molas                                         | PSOE  |
| Vicepresidente segundo | Juan José Lucas                                      | PP    |
| Secretaria primera     | Carmen Alborch                                       | PSOE  |
| Secretario segundo     | Jordi Casas (2008-2011) Eva Parera i Escrichs (2011) | CiU   |
| Secretario tercero     | Matías Conde Vázquez                                 | PP    |
| Secretario cuarto      | Ramón Rabanera                                       | PP    |

### Formación de los grupos parlamentarios
En el momento de constituirse la cámara, los grupos parlamentarios fueron:
- Grupo Parlamentario Socialista, constituido por el Partido Socialista Obrero Español (PSOE) y su referente en Cataluña el Partit dels Socialistes de Catalunya (PSC), con 169 escaños.
- Grupo Parlamentario Popular, constituido por el Partido Popular (PP) y uno de los dos diputados del que fuera su refente en Navarra hasta octubre de 2008, Unión del Pueblo Navarro (UPN), con 153 escaños.
- Grupo Parlamentario Catalán (Convergència i Unió), constituido por Convergència i Unió (CiU), coalición de los partidos Convergència Democràtica de Catalunya y Unió Democràtica de Catalunya, con 10 escaños.
- Grupo Parlamentario Vasco (EAJ-PNV), constituido por el Partido Nacionalista Vasco (PNV), con 6 escaños.
- Grupo Parlamentario de Esquerra Republicana - Izquierda Unida-Iniciativa Per Catalunya Verds, constituido por Esquerra Republicana de Catalunya (ERC) (3 escaños), Izquierda Unida (IU) (1 escaño), Iniciativa per Catalunya Verds (ICV) (1 escaño), con 5 escaños en total.
- Grupo Parlamentario Mixto, constituido por Bloque Nacionalista Galego (BNG) (2 escaños), Coalición Canaria (CC) (2 escaños), Nafarroa Bai (Na-Bai) (1 escaño), Unión Progreso y Democracia (UPyD) (1 escaño) y Unión del Pueblo Navarro (UPN) (1 escaño);[8] en total 7 escaños.

### Investidura
El 9 de abril de 2008, el Congreso de los Diputados rechazó la investidura de José Luis Rodríguez Zapatero como presidente del Gobierno al no lograr la mayoría absoluta necesaria de 176 votos en la primera votación. Los votos a favor de los diputados de su partido no bastaron para lograr el objetivo en el primer intento. Zapatero obtuvo 168 votos a favor (PSOE), 158 en contra (PP, ERC y UPyD) y 23 abstenciones (CiU, PNV, IU, CC y NaBai).
El candidato socialista se sometió a una nueva votación el día 11 de abril, en la que finalmente fue investido presidente del Gobierno por mayoría simple. En esta segunda vuelta obtuvo 169 votos a favor (PSOE), 158 en contra (PP, ERC y UPyD) y 23 abstenciones (CiU, PNV, IU, ICV, BNG, CC y NaBai). Todas las formaciones repitieron los votos de la primera votación. Fue, contando el precedente de Calvo Sotelo, la segunda vez en el actual período democrático español que un candidato salido de unas elecciones generales fue elegido presidente del Gobierno en segunda votación.
| Candidato                    | Fecha                                                   | Voto |     |     |   |    |   |   |   |   |   |   | Total   |
| ---------------------------- | ------------------------------------------------------- | ---- | --- | --- | - | -- | - | - | - | - | - | - | ------- |
| José Luis Rodríguez Zapatero | 9 de abril de 2008 Mayoría absoluta requerida (176/350) | Sí   | 168 |     |   |    |   |   |   |   |   |   | 168/350 |
| José Luis Rodríguez Zapatero | 9 de abril de 2008 Mayoría absoluta requerida (176/350) | No   |     | 154 |   |    |   | 1 | 3 |   |   |   | 158/350 |
| José Luis Rodríguez Zapatero | 9 de abril de 2008 Mayoría absoluta requerida (176/350) | Abs. |     |     | 2 | 10 | 6 |   |   | 2 | 2 | 1 | 23/350  |
| José Luis Rodríguez Zapatero | 9 de abril de 2008 Mayoría absoluta requerida (176/350) | Aus. | 1   |     |   |    |   |   |   |   |   |   |         |
| José Luis Rodríguez Zapatero |                                                         |      |     |     |   |    |   |   |   |   |   |   |         |
| José Luis Rodríguez Zapatero | 11 de abril de 2008 Mayoría simple requerida            | Sí   | 169 |     |   |    |   |   |   |   |   |   | 169/350 |
| José Luis Rodríguez Zapatero | 11 de abril de 2008 Mayoría simple requerida            | No   |     | 154 |   |    |   | 1 | 3 |   |   |   | 158/350 |
| José Luis Rodríguez Zapatero | 11 de abril de 2008 Mayoría simple requerida            | Abs. |     |     | 2 | 10 | 6 |   |   | 2 | 2 | 1 | 23/350  |

### Apertura de la Legislatura
El 16 de abril de 2008 tuvo lugar la Solemne Sesión de Apertura de la IX Legislatura de las Cortes Generales. El Rey, acompañado de la Reina, el príncipe Felipe, la princesa Letizia y las infantas Elena y Cristina inauguraron oficialmente la IX Legislatura de la etapa democrática de España.

### Gobierno
Artículo principal: Segundo Gobierno Zapatero

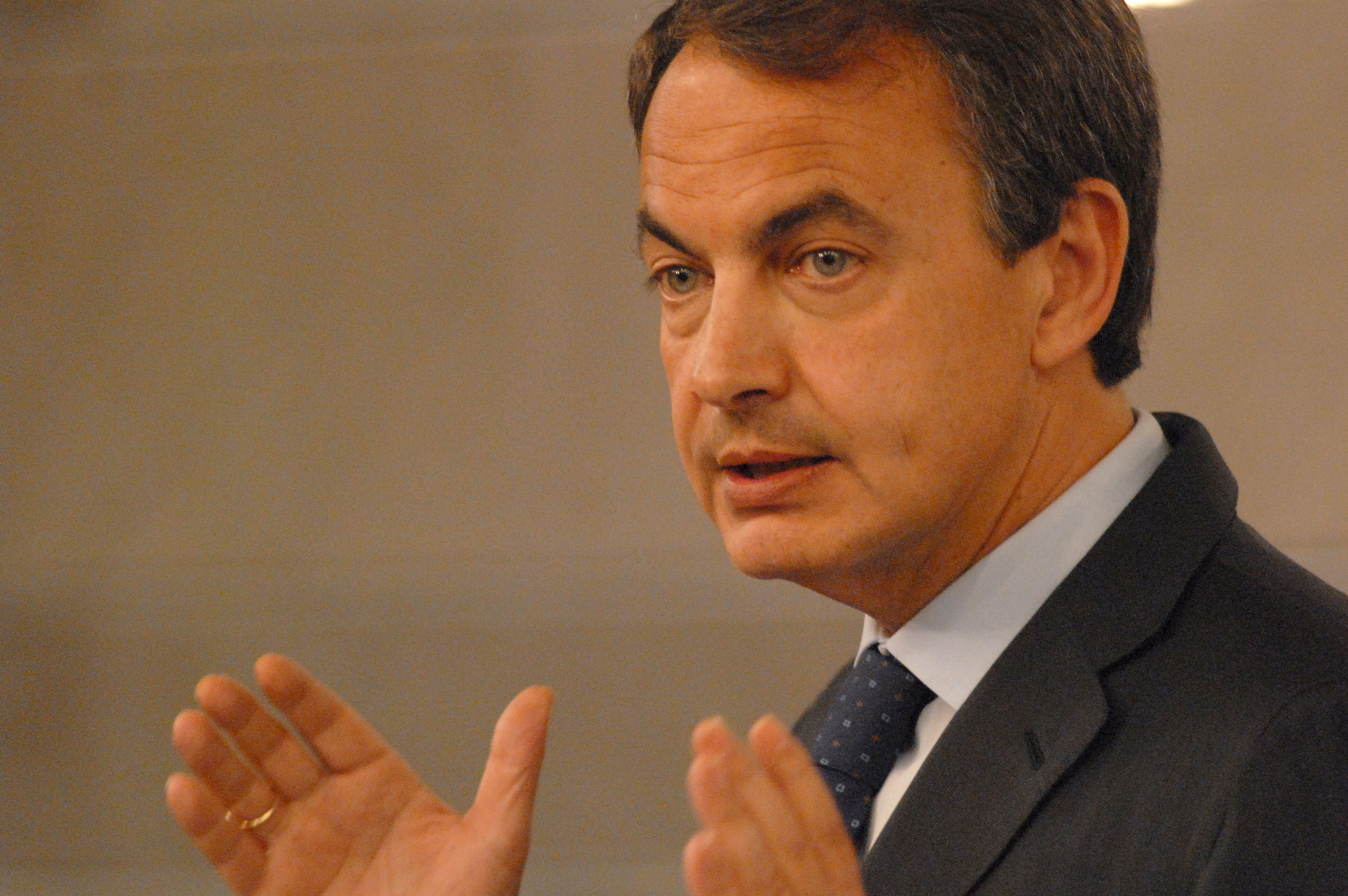
José Luis Rodríguez Zapatero, presidente del gobierno durante la IX Legislatura.

Tras prometer su cargo ante el Rey Juan Carlos I, José Luis Rodríguez Zapatero anunció oficialmente las personas que se sentarán en el Consejo de Ministros. Es la primera vez en la historia de España que el Consejo de Ministros está formado por una mayoría de mujeres (9 Ministras frente a 8 Ministros).
El presidente José Luis Rodríguez Zapatero, remodeló el Gobierno un año después de estrenar su segunda legislatura por la necesidad de un "cambio de ritmo", y con el principal objetivo de reforzar al gabinete. Destacaron la incorporación de José Blanco López (ministro de Fomento) y Manuel Chaves (como tercer vicepresidente, encargado de coordinar la política territorial).
El 20 de octubre de 2010 Zapatero anunció una nueva remodelación en su gobierno, con cambios en siete de los diecisiete ministerios. Alfredo Pérez Rubalcaba sucedió a María Teresa Fernández de la Vega en la Vicepresidencia Primera y en la Portavocía, Rosa Aguilar a Elena Espinosa en Medio Ambiente, Ramón Jáuregui a María Teresa Fernández de la Vega en Presidencia, Trinidad Jiménez a Miguel Ángel Moratinos en Exteriores, Valeriano Gómez a Celestino Corbacho en Trabajo y Leire Pajín a Trinidad Jiménez en Sanidad. Asimismo, se eliminaron dos ministerios: Igualdad y Vivienda.

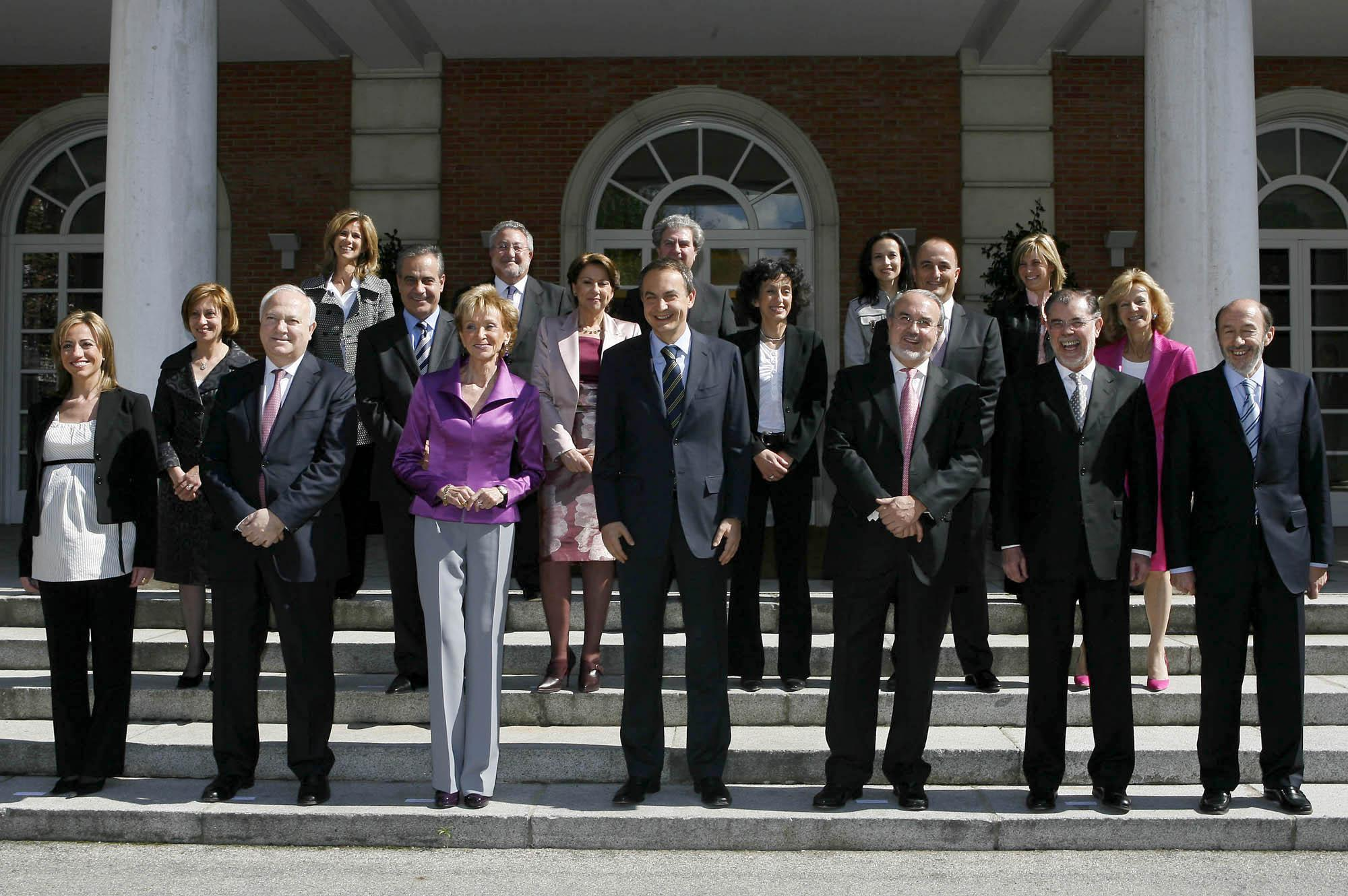
Miembros del gobierno de Zapatero para la IX Legislatura.

Las carteras ministeriales las ocupan:
- Presidente del Gobierno: José Luis Rodríguez Zapatero.
- Vicepresidenta de Asuntos Económicos y Ministra de Economía y Hacienda: Elena Salgado.
- Vicepresidente de Política Territorial y Ministro de Política Territorial y Administración Pública: Manuel Chaves.
- Ministro de la Presidencia: Ramón Jáuregui.
- Ministra de Asuntos Exteriores y de Cooperación: Trinidad Jiménez.
- Ministro del Interior: Antonio Camacho Vizcaíno.
- Ministro de Justicia: Francisco Caamaño Domínguez.
- Ministra de Defensa: Carme Chacón.
- Ministro de Fomento y Portavoz del Gobierno: José Blanco López.
- Ministro de Educación: Ángel Gabilondo.
- Ministro de Trabajo e Inmigración: Valeriano Gómez.
- Ministro de Industria, Turismo y Comercio: Miguel Sebastián.
- Ministra de Medio Ambiente, Medio Rural y Marino: Rosa Aguilar (PCE).
- Ministra de Cultura: Ángeles González Sinde.
- Ministra de Sanidad, Política Social e Igualdad: Leire Pajín.
- Ministra de Ciencia e Innovación: Cristina Garmendia.

## Economía

### La crisis económica

Evolución del número de parados durante la ix legislatura, según los datos de la EPA.

En el plano económico, la IX Legislatura ha quedado marcada por el impacto de la crisis originada en los Estados Unidos, que afectó gravemente a todo el mundo desarrollado. En España, este impacto adquirió la forma de una crisis inmobiliaria.
En la campaña electoral, al tiempo que se iban conociendo diversos indicadores económicos, el PP comenzó a hablar con énfasis de crisis económica, Zapatero y sus ministros tildaron de tales diagnósticos de catastrofismo y consiguieron, no solo trasladar su mensaje al electorado, sino manejar la situación hasta el período estival. Pero al final de las vacaciones, estuvo marcado por el estallido de la crisis financiera internacional y, junto a ella, por los cada vez más alarmantes síntomas que ofrecía la economía española (hundimiento del mercado inmobiliario y del automóvil, crecimiento del paro, descenso del crecimiento del PIB, repunte de la inflación).
Con motivo de atenuar la desaceleración de la economía española, el vicepresidente segundo y ministro de Economía y Hacienda, Pedro Solbes, anunció el 13 de abril que el Consejo de Ministros aprobará una serie de medidas que supondrán una inyección de 10 000 millones de euros en la economía española. La primera medida que apruebe el ejecutivo será devolver 400 euros a los trabajadores, pensionistas y autónomos que paguen IRPF. Según informaron fuentes del Ministerio de Economía la devolución se empezará a hacer efectiva en la nómina del mes de julio, cuando recibirán 200 euros, correspondientes a los primeros seis meses del año. Esta medida costará al erario público 6.000 millones de euros.
A finales del mes de abril, el ministro de Economía Pedro Solbes afirmó que la previsión del 3,1 % de crecimiento de la economía española para el 2008, se quedó «algo desfasada», y rebajó el crecimiento de la economía en torno al 2,4 %. Solbes defendió que España recuperaría su crecimiento en el año 2010. También aseguró que el superávit puede soportar el alza del paro que, en el peor de los casos, llegaría al 10 %. Pero los datos reales emitidos en enero de 2009 por el Banco de España son más desalentadores que las previsiones. La economía española solo creció durante 2008 el 1,1% -una "sustancial desaceleración" en comparación con la cifra registrada en año anterior (3,7%), y tras dos trimestres consecutivos (tercer y cuarto) de crecimiento negativo la economía entró oficialmente en recesión.
El paro aumentó en 1.280.300 personas durante 2008, con lo que el número total de desempleados se situó en 3.207.900, lo que supone un aumento del desempleo del 66,4% con relación al año anterior, hasta situar la tasa de paro en el 13,9%, la mayor en nueve años.
Desde el año 1988 no se superaban los tres millones de parados y nunca en España se había alcanzado una cifra tan alta según los datos del INE. Por su parte, la tasa de temporalidad descendió levemente durante el primer trimestre de 2008, hasta situarse en el 30,15 %, tras aumentar los asalariados con contrato indefinido en 88.900 personas y reducirse el número de asalariados con contrato temporal en 148.100.
Si se emplean datos desestacionalizados el desempleo aumentó durante la VIII legislatura un 129% (de un 8,5% en el primer trimestre de 2008, hasta un segundo trimestre de 2011). Además entre 2008 y 2012 el PIB se redujo a un 94,4%.

### Política económica
El presidente del Gobierno, José Luis Rodríguez Zapatero, en una comparecencia del 23 de junio de 2008 informó de diversas medidas del gabinete dirigidas a paliar los efectos de la crisis económica. Zapatero adelantó que en 2009 la oferta pública de empleo se reducirá un 30% respecto a 2008 y que congelará los salarios de todos los altos cargos de la Administración General del Estado. Rodríguez Zapatero presentó una serie de medidas entre las que destacan:
- El aumento de las líneas de apoyo del ICO y del Tesoro Público destinadas a la financiación de PYMES y Viviendas de Protección Oficial (VPO) hasta los 35.000 millones de euros en 2009 y 2010.
- Puesta en marcha un Plan Renove para rehabilitación de viviendas e infraestructuras hoteleras con una dotación en nuevas líneas del ICO por valor de 2.500 millones así como que el Ministerio de Vivienda elevará al Consejo de Ministros un nuevo marco normativo para impulsar la rehabilitación de edificios.
- El 12 de mayo de 2010, el presidente del Gobierno, Rodríguez Zapatero anunció en el Congreso de los Diputados varias medidas para intentar frenar el déficit público, las cuales fueron bajar un 5% el sueldo al funcionariado público a partir de julio y congelarlo desde el 1 de enero del año próximo, también a partir del primer día del año nuevo se suprimiría el Cheque-bebé, como la suspensión de la revalorización de las pensiones, excluyendo a las no contributivas y las pensiones mínimas.[25]
- A partir de julio y durante dos años el Plan de Incentivo al Vehículo Eficiente (PIVE) con una dotación anual de 1.500 millones en créditos blandos para rejuvenecer el parque automovilístico.
- Reforma de Aena, Renfe y Puertos: El presidente hizo eco de las reivindicaciones de las comunidades y anunció la entrada de capital privado y de las comunidades autónomas en la explotación de los aeropuertos públicos mediante una fórmula conjunta de gestión, en la que Aeropuertos Españoles y Navegación Aérea (AENA) conservará una «amplia mayoría».[22]
- Plan E: son una serie de medidas directas de impulso a la creación de empleo, entre las que cabe destacar el Fondo para Entidades Locales y el Fondo Especial para la Dinamización de la Economía y el Empleo, tanto por el volumen de fondos que se movilizan, 11.000 millones de euros, como por la capilaridad de las actuaciones que se pondrán en marcha, que se espera que generen unos 300.000 empleos distribuidos por toda la geografía española.

A pesar de las medidas tomadas, el coste de llevar a cabo las mismas y la crisis económica agotaron el superávit del Estado. Desde el año 2003 la Administración Pública no registraba un déficit en sus cuentas. La Administración Central cerró el primer semestre del 2008 con un déficit moderado del 0,42% del PIB. Por el contrario, la Seguridad Social siguió con buenos datos ante la crisis, con un aumento sostenible de su superávit, que mejoró su ritmo de crecimiento hasta el 12,2% en los seis primeros meses del 2008 frente al 9% con el que cerró mayo, lo que permitió a la caja única del sistema acabar el primer semestre con unos excedentes de 16.734,3 millones de euros, según datos del Ministerio de Trabajo e Inmigración. El turismo siguió siendo uno de los puntos favorables para la economía de España durante el año 2008. La llegada de turistas extranjeros aumentó un 2,6% en el primer semestre del 2008 en comparación con el mismo periodo del año anterior. Un total de 26,6 millones de visitantes tuvo España durante el primer semestre del 2008.

## Política

### Huelga de transportes
Entre el 9 y el 15 de junio de 2008 se produjo un paro de transportistas, que protestaban por las consecuencias que para el sector tenía la subida del gasóleo: un 20,1% en lo que se llevaba de año. Este paro fue convocado por la Federación Nacional de Asociaciones de Transporte de España (Fenadismer) y la Confederación Nacional de Transporte por carretera (Cofedetrans), además de otras organizaciones empresariales independientes y grupos locales y regionales de transportistas.
El paro fue secundado por la mayoría de los camioneros y pescadores, provocando pérdidas en diversos sectores. Se produjeron largas retenciones por la actuación de piquetes en principales carreteras de Cataluña y Madrid, entre otras comunidades. Los piquetes patronales provocaron varios incidentes y daños con un saldo de numerosos heridos. En Granada, por el contrario, un trabajador que participaba en los piquetes resultó muerto a consecuencia de un atropello.
Los representantes de las organizaciones reclamaban al Gobierno el establecimiento de una tarifa mínima para el gasóleo. El Gobierno aseguró que era imposible de acometer porque rompería el libre mercado; en su lugar, ofrecieron un paquete de 54 medidas aceptado por el 88% del sector del transporte. Unos días después, el resto de colectivos terminaron desconvocando el paro.

### Conflicto con los controladores aéreos: militarización y estado de alarma
El 3 de diciembre de 2010, el viernes que iniciaba el puente de la Constitución, la mayor parte de los controladores aéreos abandonaron sus puestos de trabajo. Los aeropuertos comenzaron a paralizarse a media tarde, debiendo cerrar su espacio aéreo varios de ellos, entre los más destacables los de Madrid-Barajas y el de Barcelona. Conforme avanzaba la noche la red de Eurocontrol comunicó que, prácticamente, quedaba cerrado todo el espacio aéreo español hasta las 16:00 horas del 4 de diciembre. El gobierno ordenó mediante Real Decreto la militarización del control aéreo.
El 4 de diciembre, en Consejo de Ministros extraordinario, se declaró el estado de alarma por un espacio de quince días, siendo la primera vez que se declaraba en España desde la democracia.
Según los cálculos de AENA alrededor de 300.000 pasajeros se encontraban afectados por la acción de los controladores el día 3 de diciembre, cifra que alcanzó a unos 630.000 al día siguiente.

### Trasvase del agua del Ebro desde Tarragona a Barcelona
El Gobierno tomó medidas para afrontar la sequía que afectó a la provincia de Barcelona desde principios de 2008, en lo referente al abastecimiento de agua. Gobierno y Generalidad acuerdan aportar agua desde Tarragona a Barcelona aprovechando el flujo sobrante que se suministra a los regantes tarraconenses desde el Ebro, mediante la interconexión del trasvase inaugurado en 1989 con la red de Barcelona. La infraestructura se concebirá como una prolongación del ya existente trasvase del Ebro a Tarragona para conectarlo con las cuencas del Ter y el Llobregat. La tubería, de 60 kilómetros de longitud, discurrirá en paralelo por la autopista AP-7 y estará soterrada.
Otra de las características principales de la infraestructura será su carácter permanente. Una vez construida, ésta no se retirará, aunque la fase de sequía haya remitido y otras infraestructuras como la desalinizadora del Llobregat ya se hayan puesto en marcha. La intención es que la macrotubería pueda ser utilizada en situaciones de extrema excepcionalidad que no puedan subsanarse con los instrumentos ordinarios previstos.
El Gobierno aprobó la medida el 18 de abril, para la "conducción" del Ebro a Barcelona. La obra para el trasvase de agua a la capital catalana llevará seis meses y costará 180 millones de euros.
Ante esto, los gobiernos regionales de la Comunidad Valenciana y Murcia anunciaron que recurrirán al Tribunal Constitucional la medida del gabinete, e instarán a la movilización social para que el agua del Ebro se trasvase a sus comunidades.
El Congreso de los Diputados aprobó el trasvase a Barcelona el 29 de abril. Los socialistas recibieron el apoyo de todos los grupos parlamentarios excepto CiU y ERC, que se abstuvieron. El pleno aprobó la convalidación del decreto ley de medidas excepcionales para garantizar el abastecimiento de agua a cinco millones de personas a partir de otoño y durante nueve meses en el área metropolitana de Barcelona, hasta la entrada en funcionamiento de la desaladora de El Prat.

### Fuerzas armadas
La ministra de Defensa, Carme Chacón, embarazada de siete meses, se convirtió en la primera ministra de Defensa de España, lo que fue ampliamente difundido y comentado en el resto de Europa. En general, la prensa internacional destacaba la excepcionalidad del caso, así el periódico británico The Guardian sentenció que «basta con decir ¡bravo!». No obstante, hubo opiniones de otra índole, así destacaron las declaraciones del Presidente del Gobierno de Italia, Silvio Berlusconi, que tachó de «demasiado rosa» al gabinete de gobierno de José Luis Rodríguez Zapatero, y afirmó que «Zapatero tendrá dificultad en gobernar con tanta ministra». Entre las primeras decisiones que tomó Carme Chacón, fue visitar a las tropas españolas del destacamento español en Herat, en Afganistán.

### Secuestro del barcoPlaya de Bakio

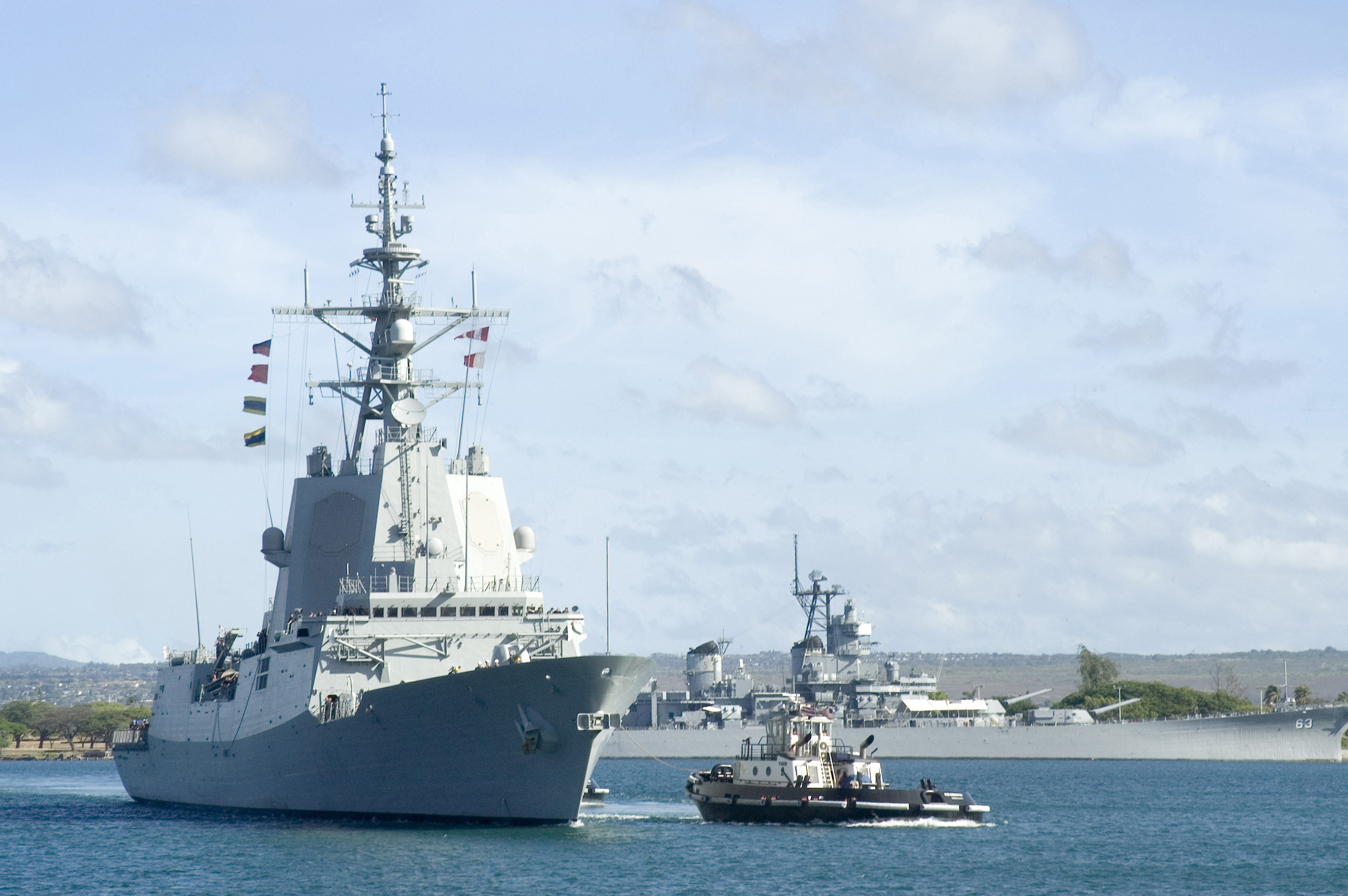
La fragata Méndez Núñez, navegando en las costas de Hawái en 2007.

Cabe destacar el papel que tuvo el ejército español en el rescate del atunero vasco Playa de Bakio, secuestrado por piratas en aguas próximas a la costa de Somalia. La fragata Méndez Núñez fue la encargada de vigilar, proteger y más tarde escoltar al pesquero español durante los hechos acontecidos. Estados Unidos aportó al Gobierno español información sobre los movimientos del buque y los piratas que secuestraron el barco, lo que contribuyó en su liberación. Tras casi una semana de secuestro, el 26 de abril se anunciaba el rescate de la tripulación del Playa de Bakio. La vicepresidenta del Gobierno, María Teresa Fernández de la Vega, celebró una rueda de prensa en la que señaló que la tripulación estaba en buen estado, y que ya se estaba trabajando para trasladarla a una zona de mayor seguridad. Según dicha rueda de prensa, la liberación es fruto de una ardua labor diplomática llevada a cabo entre el armador del barco y el Gobierno de España.
Tanto la vicepresidenta primera del Gobierno, María Teresa Fernández de la Vega, como el ministro de Exteriores, Miguel Ángel Moratinos, agradecieron la ayuda estadounidense y francesa para poner fin al secuestro.

### Guerra de Libia de 2011
España participó en la Guerra de Libia de 2011 mediante la zona de exclusión aérea de Libia. Colaboró con cuatro cazabombarderos F-18 y un avión cisterna Boeing 707. También con una fragata y un submarino.

### Terrorismo de ETA
El 14 de mayo de 2008 la banda terrorista ETA hizo estallar una furgoneta bomba (que contenía más de 100 kilos de explosivo) en Villarreal de Álava, un municipio de la provincia de Álava. En esta ocasión los terroristas no avisaron de la colocación del explosivo, y el estallido causó la muerte al Guardia Civil Juan Manuel Piñuel Villalón, de 41 años natural de Melilla. La explosión también causó 4 heridos e importantes daños materiales en la casa cuartel de la Guardia Civil. Las Fuerzas de Seguridad atribuyeron el atentado perpetrado como obra del "comando Vizcaya" de ETA, siendo este el cuarto atentado de la banda terrorista durante el mes de mayo.
Entre el 20 y 21 de mayo agentes de la Guardia Civil y de la Gendarmería francesa llevaron a cabo una importante operación policial en Burdeos (Francia). En dicha operación 4 importantes etarras fueron detenidos, entre ellos el supuesto número 1 de la banda terrorista, Francisco Javier López Peña, alias Thierry. Alfredo Pérez Rubalcaba, ministro del Interior, afirmó que «no es una operación más» y calificó a Thierry del etarra «con más peso político y militar» de la banda. Además se produjeron otras dos detenciones durante la mañana del día 20. Se detuvo en Andoáin, en la provincia de Guipúzcoa, al exalcalde de Euskal Herritarrok (EH, antigua Batasuna) por haberse reunido con los etarras detenidos en Burdeos, y a otro individuo de nacionalidad francesa relacionado con el arrendamiento del piso en el que estaban los cuatro etarras.
El 20 de octubre de 2011, ETA anunció el cese definitivo de su actividad armada. En el comunicado, ETA afirmó un "compromiso claro, firme y definitivo" de "superar la confrontación armada", al tiempo que pidió a los gobiernos español y francés un "diálogo directo" con objeto de llegar a una solución de "las consecuencias del conflicto".

### Seguridad ciudadana
El 13 de junio de 2008 unos 400 operativos de la Policía Nacional llevaron a cabo la operación "Troika", dirigida contra la cuarta organización mafiosa más importante del mundo. En la investigación colaboraron servicios de inteligencia de otros países, y la intervención fue coordinada por el juez Baltasar Garzón y la Fiscalía Anticorrupción. Entre las actividades que realizaban la organización de crimen organizado destacan las extorsiones, secuestros y asesinatos por encargo. El precedente de esta actuación policial es la operación 'Avispa' dirigida contra la mafia rusa en 2005, en la que se detuvo a 28 personas y se blanquearon 800 cuentas bancarias. En una segunda fase se detuvo a otras nueve personas en noviembre de 2006. En esta operación "Troika" se produjeron en total 20 detenciones en Málaga, Madrid, Mallorca y Alicante.

### Movimiento 15-M
En el mes de mayo de 2011, a raíz de una manifestación convocada por diversos colectivos (15 de mayo de 2011), y las protestas subsiguientes por la actuación policial, un grupo de unas cuarenta personas decidieron acampar en la Puerta del Sol, que fueron replicadas en otras ciudades. El movimiento creció y se llegó a la ocupación semipermanente de numerosas plazas públicas, y aparecieron protestas asamblearias que objetivos diversos. Entre las reclamaciones estuvieron la gestión de la crisis, la falta de oportunidades para muchos colectivos, la crítica de las instituciones y una crítica severa al bipartidismo PSOE-PP (binomio denominado PPSOE). También se protestó ampliamente por la ingenerencia de bancos y corporaciones en diversos aspectos, que amenazaban una «auténtica división de poderes».
Diversos líderes políticos consideraron que las manifestaciones y toma de plazas podrían afectar las elecciones municipales de España de 2011. En particular el Partido Popular acusó al ministro del interior, Alfredo Pérez Rubalcaba de alentar y ser tolerantes con ese tipo de manifestaciones con fines electoralistas. Finalmente esas elecciones no parecieron favorecer especialmente a partidos de izquierda, por lo que la acusación de parte de la derecha parece infundada. Sin embargo, muchos analistas consideran que muchos jóvenes se involucraron en la política a raíz de dichas protestas, y ha sido una idea común asumir que el surgimiento de nuevos partidos como Podemos o el paso a la política nacional de Ciudadanos se vio influido por el clima político gestado entre mayo de 2011 y mayo del 2012. Las encuestas políticas relacionan que simpatizantes de nuevos partidos, se vieron influidos por dichas protestas. A partir de la movilización mundial del 15 de octubre de 2011, crearon colectivos temáticos. Asimismo, empezaron a formarse nuevos partidos políticos, como el Partido X en enero de 2013, o Podemos en 2014 que se presentaron a las elecciones europeas de 2014, obteniendo cinco eurodiputados el cuarto grupo más votado.
Estas protestas también atrajeron la atención de la prensa internacional y se admite que el Movimiento 15-M tuvo influencia en movimientos sociales posteriores como el Movimiento Occupy, YoSoy132 o Nuit debout.

## Política exterior

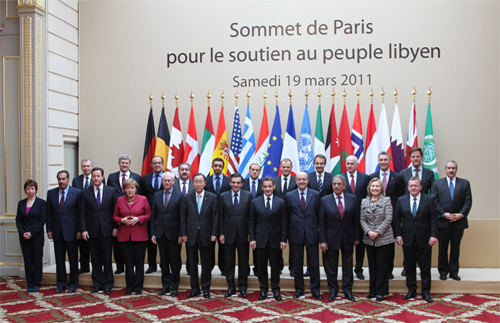
El presidente Zapatero con varios líderes internacionales.

El presidente del Gobierno, José Luis Rodríguez Zapatero, durante un acto organizado el 16 de junio por el Real Instituto Elcano en el Museo del Prado, apuntó a África y Asia como prioridades en la política exterior. La lucha contra la pobreza, la promoción de la paz frente a la inseguridad y el terrorismo, la gestión ordenada de la migración y la lucha contra el cambio climático figuran, asimismo, entre los objetivos primordiales del Gobierno. En esta misma línea, Rodríguez Zapatero reiteró el compromiso español en la «lucha contra la pobreza y la miseria extrema» y su esfuerzo por lograr que el 0,7 % del PIB sea destinado al desarrollo humano sostenible.
En la lucha contra el cambio climático, Zapatero reveló que España impulsará «la creación de una Agencia de Energías Renovables» en colaboración con Dinamarca y ha señalado la necesidad de convertir el desafío en una oportunidad de cambio para impulsar un desarrollo sostenible.

## Encuestas y popularidad
- A finales de mayo del 2008, el CIS publicó el primer barómetro con valoración política tras las elecciones generales del 9 de marzo. La encuesta se realizó en los últimos días del mes de abril. Según los datos el Partido Socialista Obrero Español, sacaba seis puntos de ventaja en estimación de voto al Partido Popular. En dos meses y medio y comparando el voto en las urnas con lo estimado por el CIS, el PP, envuelto desde el 9 de marzo en una crisis interna, perdió casi tres puntos de voto. El paro es lo que más preocupaba a los españoles según la encuesta. En cuanto a la valoración de los políticos, el líder del PP, Mariano Rajoy, mejoró su nota media, que pasó del 3,95 obtenido en vísperas de las elecciones a un 4,24, pero siguió distanciado del presidente del Gobierno, José Luis Rodríguez Zapatero, que logró una puntuación de 5,58, que sube en 22 décimas la que tenía antes del 9 de marzo.[55]

- A principios de agosto del 2008 el barómetro del Centro de Investigaciones Sociológicas (CIS) dio un empate técnico entre PSOE y PP. Los socialistas caían hasta el 39,5% en estimación de voto y los populares subían al 39,3%. La encuesta se elaboró a partir de 2.468 entrevistas entre el 7 y el 13 de julio, después de los congresos celebrados por las dos formaciones. El CIS reflejó un aumento del pesimismo acerca del futuro de la economía, la mayor preocupación de los españoles seguida del paro en ese momento.[56]

- En julio de 2009 el CIS publicó un barómetro que daba por primera vez vencedor al PP desde que el PSOE venciese en marzo de 2004. En ese momento el PP habría obtenido el 40,2% de los votos (subía dos décimas respecto al mes anterior) y el PSOE 39,0% (bajaba casi dos puntos).

## Cultura
- El 24 de febrero de 2008, Javier Bardem se convertía en el primer actor español en conseguir el Oscar en la categoría de mejor actor de reparto por su papel en No es país para viejos dirigida por los hermanos Coen.
- Al año siguiente, el 22 de febrero, concretamente, Penélope Cruz se convirtió en la primera actriz española en lograr el Oscar como mejor actriz de reparto en la película Vicky Cristina Barcelona de Woody Allen.